# Seznam saských vévodkyň, kurfiřtek a královen
Toto je seznam saských vévodkyň, kurfiřtek a královen; manželek saských vévodů a jejich nástupců, včetně saských kurfiřtů a saských králů.

## Saské vévodství

### Saské vévodkyně
- ? – 800: Geva Westfoldská, manželka Widukinda, dcera dánského krále Goima I. a sestra dánských králů Ragnara a Siegfrieda

| Liudolfingové |                              |                                         |                 |                     |                                           |                                      |                            |                     |
| Portrét | Jméno                        | Otec                                    | Narození        | Sňatek              | Stala se vévodkyní                        | Přestala být vévodkyní               | Smrt                       | Manžel              |
| | Oda                          | Billung, princep                        | 805             | před rokem 830      | 845                                       | 866 manželova smrt                   | 17. května 913             | Liudolf             |
| | Hedvika Babenberská          | Jindřich Franský (Babenberkové)         | 850/55          | 869/70              | 2. února 880 manželův nástup na trůn      | 24. prosince 903                     | 24. prosince 903           | Ota I.              |
| | Matylda z Ringelheimu        | Dětřich z Ringelheimu (Immedingianové)  | 895             | 909                 | 30. listopadu 912 manželův nástup na trůn | 2. července 936 manželova smrt       | 14. března 968             | Jindřich I. Ptáčník |
| | Edita Anglická               | Eduard I. Starší (Cerdikovci)           | 910             | září 929            | 2. července 936 manželův nástup na trůn   | 26. ledna 946                        | 26. ledna 946              | Ota II.             |
| | Adéla Burgundská             | Rudolf II. Burgundský (Welfové)         | 931             | říjen/listopad 951  | říjen/listopad 951                        | 961 Liudolfingy nahradili Billungové | 16. prosince 999           | Ota II.             |
| Billungové |                              |                                         |                 |                     |                                           |                                      |                            |                     |
| | Oda                          | -                                       | -               | -                   | -                                         | -                                    | 15. března v neznámém roce | Heřman Billung      |
| | Hildesuith Westerbourská     | -                                       | -               | -                   | -                                         | -                                    | -                          | Heřman Billung      |
| | Hildegarda Stadeská          | Jindřich I. Stadeský                    | 974/7           | 990                 | 990                                       | 9. února 1011 manželova smrt         | 3. října 1011              | Bernard I.          |
| | Eilika ze Schweinfurtu       | Jindřich Nordgavský                     | 1000            | 1020                | 1020                                      | 10. prosince 1055/1056               | 10. prosince 1055/1056     | Bernard II.         |
| | Wulfhilda Norská             | Olaf II. Norský (Ynglingové)            | -               | listopad 1042       | 29. června 1059 manželův nástup na trůn   | 24. května 1071                      | 24. května 1071            | Ordulf              |
| | Gertruda Haldenslebenská     | Konrád Haldenslebenský                  | -               | po květnu 1071      | po květnu 1071                            | 28. března 1072 manželova smrt       | 21. února 1116             | Ordulf              |
| | Žofie Uherská                | Béla I. Uherský (Arpádovci)             | 1045/50         | po 6. březnu 1070   | 28. března 1072 manželův nástup na trůn   | 18. června 1095                      | 18. června 1095            | Magnus              |
| Süpplingenburkové |                              |                                         |                 |                     |                                           |                                      |                            |                     |
| | Richenza z Northeimu         | Jindřich Fríský (Northeimové)           | 1087/89         | 1100                | 23. srpna 1106 manželův nástup na trůn    | 4. prosince 1137 manželova smrt      | 10. června 1141            | Lothar              |
| Welfové (1) |                              |                                         |                 |                     |                                           |                                      |                            |                     |
| | Gertruda Saská               | Lothar III. (Süpplingenburkové)         | 18. dubna 1115  | 29. května 1127     | 4. prosince 1137 manželův nástup na trůn  | 20. října 1139 manželova smrt        | 18. dubna 1143             | Jindřich II.        |
| Askánci (1) |                              |                                         |                 |                     |                                           |                                      |                            |                     |
| | Žofie Winzenburská           | Heřman I. Winzenburský                  | -               | po 7. prosinci 1124 | 20. října 1139 manželův nástup na trůn    | 1142 manžel se vzdává nároků         | 25. března 1160            | Albrecht I. Medvěd  |
| Welfové (2) |                              |                                         |                 |                     |                                           |                                      |                            |                     |
| | Klementina Zähringenská      | Konrád I. Zähringenský (Zähringové)     | -               | 1147                | 1147                                      | 23. listopadu 1162 rozvod            | 1167                       | Jindřich III.       |
| | Matylda Anglická             | Jindřich II. Plantagenet (Plantageneti) | červen 1156     | 1. února 1168       | 1. února 1168                             | 1180 manžel ztratil vévodství        | 13. července 1189          | Jindřich III.       |
| Askánci (2) |                              |                                         |                 |                     |                                           |                                      |                            |                     |
| | Judita Polská                | Měšek III. Starý (Piastovci)            | před rokem 1154 | 1173                | 1180 manžel získal vévodství              | po 12. prosinci 1201                 | po 12. prosinci 1201       | Bernard III.        |
| | Anežka Rakouská              | Leopold VI. Babenberský (Babenberkové)  | 19. února 1205  | 1222                | 1222                                      | 29. srpna 1226                       | 29. srpna 1226             | Albrecht I.         |
| | Anežka Durynská              | Heřman I. Durynský (Ludowingové)        | 1205            | 1238                | 1238                                      | 1246                                 | 1246                       | Albrecht I.         |
| | Helena Brunšvicko-Lüneburská | Oto I. Brunšvicko-Lüneburský (Welfové)  | 18. března 1223 | 1247                | 1247                                      | 7. října 1260 manželova smrt         | 6. září 1273               | Albrecht I.         |
| Sasko se rozdělilo na Sasko-wittenberské a Sasko-lauenburské vévodství, jejichž vládci si nárokovali a užívali tituly saských, vestfálských a angrijských vévodů. |                              |                                         |                 |                     |                                           |                                      |                            |                     |

## Askánské Saské vévodství

### Sasko-lauenburské vévodkyně
| Askánci (3) – sasko-lauenburská linie |                                     | |                   |                                                      |                                                                                         |                                                                              |                      |                   |
| Portrét | Jméno                               | Otec | Narození          | Sňatek                                               | Stala se vévodkyní                                                                      | Přestala být vévodkyní                                                       | Smrt                 | Manžel            |
| | Ingeborg Birgersdotter              | Birger (Folkungové) | 1253              | 1270                                                 | 1270                                                                                    | 1282 manžel rezignoval                                                       | 30. června 1302      | Jan I.            |
| | Anežka Habsburská                   | Rudolf I. Habsburský (Habsburkové)                                                                                       | 1257              | říjen 1273                                           | říjen 1273                                                                              | 1282                                                                         | 11. října 1322       | Albrecht II.      |
| V roce 1305 se Sasko-Lauenbursko rozdělilo na Sasko-bergedorfsko-möllnské (1305–⁠1401) a Sasko-ratzebursko-lauenburské vévodství (1305–⁠1689), jejichž vládci používali tituly saského, vestfálského a angrijského vévody. |                                     | |                   |                                                      |                                                                                         |                                                                              |                      |                   |
| Askánci (4) – sasko-bergedorfsko-möllnská linie |                                     | |                   |                                                      |                                                                                         |                                                                              |                      |                   |
| | Alžběta Holštýnsko-Rendsburská      | Jindřich I. Holštýnsko-Rendsburský (Schauenburkové)                                                                      | 1300              | 1315                                                 | 1315                                                                                    | 22. dubna 1322 manželova smrt                                                | před rokem 1340      | Jan II.           |
| | Beáta Zvěřínská                     | Gunzelin VI. Zvěřínský                                                                                                   | -                 | k 30. květnu 1334                                    | k 30. květnu 1334                                                                       | před rokem 1341                                                              | před rokem 1341      | Albrecht IV.      |
| | Žofie Werlesko-Güstrowská           | Jan II. Werleský (Meklenbursko-Werleští)                                                                                 | 1329              | 1341                                                 | 1341                                                                                    | únor 1343 manželova smrt                                                     | 5. září 1364         | Albrecht IV.      |
| | Kateřina Werlesko-Güstrowská        | Mikuláš III. Werleský (Meklenbursko-Werleští)                                                                            | -                 | by 25. ledna 1366                                    | by 25. ledna 1366                                                                       | 1370 manželova smrt                                                          | po 17. prosinci 1402 | Albrecht V.       |
| V roce 1401 se Sasko-Lauenbursko znovu sjednotilo, když sasko-bergedorfsko-möllnská větev (1305–1401) zanikla a Erik IV. ze Saska-Ratzeburg-Lauenburku zdědil Sasko-Bergedorf-Mölln. |                                     | |                   |                                                      |                                                                                         |                                                                              |                      |                   |
| Askánci (5) – sasko-lauenburská linie (1305–1401 jako sasko-ratzebursko-lauenburská odlišená od sasko-bergedorfsko-möllnské) |                                     | |                   |                                                      |                                                                                         |                                                                              |                      |                   |
| | Markéta Braniborská                 | Albrecht III. Braniborský (Askánci)                                                                                      | 1270              | 24. září 1302 papežský dispens                       | 24. září 1302 papežský dispens                                                          | říjen 1308 manželova smrt                                                    | 1. května 1315       | Albrecht III.     |
| | Alžběta Pomořanská                  | Bohuslav IV. Pomořanský (Greifenové)                                                                                     | 1291              | 1318                                                 | 1318                                                                                    | 1338 manžel rezignoval                                                       | po 6. říjnu 1349     | Erik I.           |
| | Anežka Holštýnsko-Plönská           | Jan III. Holštýnsko-Plönský (Schauenburkové)                                                                             | -                 | 1342/1349                                            | 1342/1349                                                                               | 1368 manželova smrt                                                          | 1386/7               | Erik II.          |
| | Žofie Brunšvicko-Wolfenbüttelská    | Magnus II. Brunšvicko-Lüneburský (Welfové)                                                                               | 1358              | 8. dubna 1373                                        | 8. dubna 1373                                                                           | 21. června 1411 manželova smrt                                               | k 28. květnu 1416    | Erik IV.          |
| V roce 1401, po zániku sasko-bergedorfsko-möllnské linie (1305–1401), se Sasko-Lauenbursko znovu sjednotilo. |                                     | |                   |                                                      |                                                                                         |                                                                              |                      |                   |
| | Alžběta Holštýnsko-Rendsburská      | Mikuláš Holštýnsko-Rendsburský (Schauenburkové)                                                                          | 1384              | 1404                                                 | 21. června 1411 manželův nástup na trůn                                                 | 28. května 1416                                                              | 28. května 1416      | Erik V.           |
| | Alžběta Weinsberská                 | Konrád IX. Weinsberský                                                                                                   | 1397              | před rokem 1422                                      | před rokem 1422                                                                         | nejpozději na konci roku 1436 manželova smrt                                 | po 26. ledna 1498    | Erik V.           |
| | Adelheid Pomořanská                 | Bohuslav VIII. Pomořanský (Greifenové)                                                                                   | 1410              | 2. února 1429                                        | konec roku 1436 manželův nástup na trůn                                                 | po roku 1444/45                                                              | po roku 1444/45      | Bernard II.       |
| | Dorotea Braniborská                 | Fridrich II. Braniborský (Hohenzollernové)                                                                               | 1446/1448         | 12. února 1464                                       | 12. února 1464                                                                          | 15. srpna 1507 manželova smrt                                                | březen 1519          | Jan V.            |
| | Kateřina Brunšvicko-Wolfenbüttelská | Jindřich IV. Brunšvicko-Lüneburský (Welfové)                                                                             | 1488              | 17./20. listopadu 1509                               | 17./20. listopadu 1509                                                                  | 1. srpna 1543 manželova smrt                                                 | 29. června 1563      | Magnus I.         |
| | Sibyla Saská                        | Jindřich Zbožný (Wettinové)                                                                                              | 2. května 1515    | 8. února 1540                                        | 1. srpna 1543 manželův nástup na trůn 1574 manželův návrat na trůn                      | 1571 19. března 1581 manželova smrt                                          | 18. července 1592    | František I.      |
| | Žofie Švédská                       | Gustav I. Vasa (Vasovci)                                                                                                 | 29. října 1547    | 4. července 1568, nicméně od roku 1578 žili odděleně | 1571 manželův nástup na trůn 19. března 1581 manželův nástup na trůn po smrti jeho otce | 1574 manžel sesazen 1588 manžel sesazený svými bratry                        | 17. března 1611      | Magnus II.        |
| | Markéta Pomořansko-Wolgastská       | Filip I. Pomořanský (Greifenové)                                                                                         | 9. března 1553    | 26. prosince 1574                                    | 19. března 1581 manželův nástup na trůn                                                 | 7. srpna 1581                                                                | 7. srpna 1581        | František II.     |
| | Marie Brunšvicko-Lüneburská         | Julius Brunšvicko-Lüneburský (Welfové)                                                                                   | 13. ledna 1566    | 10. listopadu 1582                                   | 10. listopadu 1582                                                                      | 2. července 1619 manželova smrt                                              | 13. srpna 1626       | František II.     |
| | Kateřina von Spörck                 | ? von Spörck | ?                 | 25. listopadu 1581                                   | 25. listopadu 1581                                                                      | 1582 rozvod                                                                  | ?                    | Mořic             |
| | Alžběta Žofie Holštýnsko-Gottorpská | Jan Adolf Holštýnsko-Gottorpský (Holštýnsko-Gottorpští)                                                                  | 12. prosince 1599 | 5. března 1621                                       | 5. března 1621                                                                          | 25. listopadu 1627                                                           | 25. listopadu 1627   | August            |
| | Kateřina Oldenburská                | Jan VII. Oldenburský (Oldenburkové)                                                                                      | 20. září 1582     | 4. června 1633                                       | 4. června 1633                                                                          | 29. února 1644                                                               | 29. února 1644       | August            |
| | Anna Magdalena Popel z Lobkovic     | Vilém z Lobkovic (Lobkovicové)                                                                                           | 20. července 1606 | 18. srpna 1632                                       | 18. ledna 1656 manželův nástup na trůn                                                  | 20. listopadu 1665 manželova smrt                                            | 7. září 1668         | Julius Jindřich   |
| | Sibyla Hedvika Sasko-Lauenburská    | August Sasko-Lauenburský (Askánci)                                                                                       | 30. července 1625 | 1654                                                 | 20. listopadu 1665 manželův nástup na trůn                                              | 30. července 1666 manželova smrt                                             | 1. srpna 1703        | František Erdmann |
| | Hedvika Falcko-Sulzbašská           | Kristián August Falcko-Sulzbašský (Wittelsbachové)                                                                       | 15. dubna 1650    | 9. dubna 1668                                        | 9. dubna 1668                                                                           | 23. listopadu 1681                                                           | 23. listopadu 1681   | Julius František  |
| V roce 1689 vymřeli sasko-lauenburští Askánci v mužské linii. |                                     | |                   |                                                      |                                                                                         |                                                                              |                      |                   |
| Welfové (3) – brunšvická a lunenbursko-celleská linie |                                     | |                   |                                                      |                                                                                         |                                                                              |                      |                   |
| | Éléonore Desmier d'Olbreuse         | Alexandr II. d'Esmier d'Olbreuse (d'Olbreuse)                                                                            | 3. ledna 1639     | 1676                                                 | 1676                                                                                    | 28. srpna 1705 manželova smrt                                                | 5. února 1722        | Jiří Vilém        |
| Poté, co vymřela cellská větev (1705), nastoupily na trůn brunšvická a lunenbursko-calenberská větev, čímž vznikla guelfská kadetská větev rodu Hannoverů. |                                     | |                   |                                                      |                                                                                         |                                                                              |                      |                   |
| | Karolina z Ansbachu                 | Jan Fridrich Braniborsko-Ansbašský (Hohenzollernové)                                                                     | 1. března 1683    | 22. srpna 1705                                       | 11. června 1727 manželův nástup na trůn                                                 | 20. listopadu 1737                                                           | 20. listopadu 1737   | Jiří II. August   |
| | Šarlota Meklenbursko-Střelická      | Karel Ludvík Fridrich Meklenbursko-Střelický (Meklenbursko-Střeličtí)                                                    | 19. května 1744   | 8. září 1761                                         | 8. září 1761                                                                            | asi 6. dubna 1814                                                            | 17. listopadu 1818   | Jiří III.         |
| Sasko-Lauenburg získalo de iure suverenitu při zániku Svaté říše římské 6. srpna 1806, ale během napoleonských válek v letech 1803, 1805, 1806 a 1807 bylo de facto podrobeno okupacím, osvobození, znovuobsazení a anexi. Hannoverští si udržovali svůj nárok až do vídeňského kongresu v roce 1814, poté vévodství získali Oldenburkové. |                                     | |                   |                                                      |                                                                                         |                                                                              |                      |                   |
| Oldenburkové |                                     | |                   |                                                      |                                                                                         |                                                                              |                      |                   |
| | Marie Hesensko-Kasselská            | Karel Hesensko-Kasselský (Hesensko-Kasselští)                                                                            | 28. října 1767    | 31. července 1790                                    | po 6. dubnu 1814 manžel získal vévodství                                                | 3. prosince 1839 manželova smrt                                              | 21/22. března 1852   | Frederik I.       |
| | Karolina Amálie. srpnaenburská      | Frederik Kristián II.Šlesvicko-Holštýnsko-Sonderbursko-Augustenburský (Šlesvicko-Holštýnsko-Sonderbursko-Augustenburští) | 28. července 1796 | 22. května 1815                                      | 3. prosince 1839 manželův nástup na trůn                                                | 20. ledna 1848 manželova smrt                                                | 9. března 1881       | Kristián I.       |
| | Luisa Hesensko-Kasselská            | Vilém Hesensko-Kasselský (Hesensko-Kasselští)                                                                            | 7. září 1817      | 26. května 1842                                      | 5. listopadu 1863 manželův nástup na trůn                                               | 30. října 1864 dobytí Pruskem                                                | 29. září 1898        | Kristián II.      |
| V roce 1864, po dánsko-německé válce, rod Oldenburků vévodství ztratil. Vévodství získali Hohenzollernové. |                                     | |                   |                                                      |                                                                                         |                                                                              |                      |                   |
| Hohenzollernové |                                     | |                   |                                                      |                                                                                         |                                                                              |                      |                   |
| | Augusta Sasko-Výmarská              | Karel Fridrich Sasko-Výmarsko-Eisenašský (Wettinové)                                                                     | 30. září 1811     | 11. června 1829                                      | 30. října 1864 manžel získal vévodství                                                  | 1876 titul zanikl, když se Sasko-Lauenbursko spojilo v reálné unii s Pruskem | 7. ledna 1890        | Vilém             |
| V roce 1876 se vévoda Vilém rozhodl vzdát sasko-lauenburské státnosti. Vévodství tak bylo p5ipojeno jako zemský okres Vévodství lauenburské k pruské provincie Šlesvicko-Holštýnsko. V roce 1890 byl německý kancléř Otto von Bismarck oceněn čestným titulem lauenberského vévody, ale nikdy nebyl suverénním vládcem území.              |                                     | |                   |                                                      |                                                                                         |                                                                              |                      |                   |
| Bismarckové |                                     | |                   |                                                      |                                                                                         |                                                                              |                      |                   |
| | Johanna von Puttkamer               | Eugen von Puttkamer (Puttkamerští)                                                                                       | 11. dubna 1824    | 28. července 1847                                    | 1890                                                                                    | 27. listopadu 1894                                                           | 27. listopadu 1894   | Otto von Bismarck |

### Sasko-wittenberské vévodkyně
| Askánci (3) – sasko-wittenberská linie                                   |                            |                                     |                   |                                            |                                            |                                   |                   |               |
| Portrét                                                                  | Jméno                      | Otec                                | Narození          | Sňatek                                     | Stala se vévodkyní                         | Přestala být vévodkyní            | Smrt              | Manžel        |
|                                                                          | Anežka Habsburská          | Rudolf I. Habsburský (Habsburkové)  | 1257              | říjen 1273                                 | říjen 1273                                 | 25. srpna 1298 manželova smrt     | 11. října 1322    | Albrecht II.  |
|                                                                          | Judita Braniborská         | Ota V. Braniborský (Askánci)        | 1275/86           | 1298                                       | 25. srpna 1298 manželův nástup na trůn     | 9. května 1328                    | 9. května 1328    | Rudolf I.     |
|                                                                          | Kunhuta Lokýtkovna         | Vladislav I. Lokýtek (Piastovci)    | před rokem 1298   | 28. srpna 1328                             | 28. srpna 1328                             | 9. dubna 1333                     | 9. dubna 1333     | Rudolf I.     |
|                                                                          | Anežka Lindowsko-Ruppinská | Ulrich I. Lindowsko-Ruppinský       | 18. prosince 1314 | 1333                                       | 1333                                       | 9. května 1343                    | 9. května 1343    | Rudolf I.     |
| Po roce 1355 byly sasko-wittenberské vévodkyně také saskými kurfiřtkami. |                            |                                     |                   |                                            |                                            |                                   |                   |               |
|                                                                          | Alžběta Hesenská           | Oto I. Hesenský (Hesenští)          | -                 | před 8. květnem 1336                       | 11. března 1356 manželův nástup na trůn    | 6. prosince 1370 manželova smrt   | 30. května 1373   | Rudolf II.    |
|                                                                          | Cecilie Carrarská          | František I. da Carrara (Carrarští) | -                 | před 11. květnem 1371 nebo 23. lednem 1376 | před 11. květnem 1371 nebo 23. lednem 1376 | 15. května 1388 manželova smrt    | 1427/1435         | Václav I.     |
|                                                                          | Anna Durynská              | Baltazar Durynský (Wettinové)       | 1377              | před 30. listopadem 1389                   | 15. května 1388 manželův nástup na trůn    | 4. července 1395                  | 4. července 1395  | Rudolf III.   |
|                                                                          | Barbara Lehnická           | Ruprecht I. Lehnický (Piastovci)    | 1372/84           | 6. března 1396                             | 6. března 1396                             | 11. června 1419 manželova smrt    | 17. května 1435/6 | Rudolf III.   |
|                                                                          | Eufemie Oelská             | Konrád III. Starý (Piastovci)       | 1390              | 14. ledna 1402 nebo 14. ledna 1420?        | 11. června 1419 manželův nástup na trůn    | 12. listopadu 1422 manželova smrt | 1444              | Albrecht III. |

## Sasko-Míšeň, od roku 1547 zahrnující Sasko-Wittenbersko
| Wettinové, albertinská linie |                       |                                                  |                    |                    |                                        |                                    |                   |               |
| Portrét                      | Jméno                 | Otec                                             | Narození           | Sňatek             | Stala se vévodkyní                     | Přestala být vévodkyní             | Smrt              | Manžel        |
|                              | Zdenka Česká          | Jiří z Poděbrad (Páni z Kunštátu a Poděbrad)     | 14. listopadu 1449 | 11. listopadu 1464 | 11. listopadu 1464                     | 12. září 1500 manželova smrt       | 1. února 1510     | Albrecht III. |
|                              | Barbora Jagellonská   | Kazimír IV. Jagellonský (Jagellonci)             | 15. července 1478  | 21. listopadu 1496 | 12. září 1500 manželův nástup na trůn  | 15. února 1534                     | 15. února 1534    | Jiří          |
|                              | Kateřina Meklenburská | Magnus II. Meklenburský (Meklenbursko-Zvěřínští) | 1487               | 6. července 1512   | 17. dubna 1539 manželův nástup na trůn | 18. srpna 1541 manželova smrt      | 6. června 1561    | Jindřich IV.  |
|                              | Anežka Hesenská       | Filip I. Hesenský (Hesenští)                     | 31. května 1527    | 9. ledna 1541      | 18. srpna 1541 manželův nástup na trůn | 24. dubna 1547 stala se kurfiřtkou | 4. listopadu 1555 | Mořic Saský   |

## Sasko-Durynsko, do roku 1547 zahrnující Sasko-Wittenbersko
| Wettinové, ernestinská linie |                                       |                                          |                 |                 |                                           |                              |                   |                  |
| Portrét                      | Jméno                                 | Otec                                     | Narození        | Sňatek          | Stala se vévodkyní                        | Přestala být vévodkyní       | Smrt              | Manžel           |
|                              | Sibyla Klevská                        | Jan III. Klevský (Klevští)               | 17. ledna 1512  | 9. února 1527   | 24. dubna 1547 manžel ztratil kurfiřtství | 21. února 1554               | 21. února 1554    | Jan Fridrich I.  |
|                              | Anežka Hesenská                       | Filip I. Hesenský (Hesenští)             | 31. května 1527 | 26. května 1555 | 26. května 1555                           | 4. listopadu 1555            | 4. listopadu 1555 | Jan Fridrich II. |
|                              | Alžběta Falcko-Simmernsko-Sponheimská | Fridrich III. Falcký (Falcko-Simmernští) | 30. června 1540 | 12. června 1558 | 12. června 1558                           | listopad 1566 manžel uvězněn | 8. února 1594     | Jan Fridrich II. |

## Saské kurfiřtství

### Saské kurfiřtky
| Askánci |                                          |                                                              |                    |                                     |                                          |                                             |                    |                       |
| Portrét | Jméno                                    | Otec                                                         | Narození           | Sňatek                              | Stala se kurfiřtkou                      | Přestala být kurfiřtkou                     | Smrt               | Manžel                |
| | Alžběta Hesenská                         | Oto I. Hesenský (Hesenští)                                   | -                  | před 8. květnem 1336 nebo 1346      | 11. března 1356 manželův nástup na trůn  | 6. prosince 1370 manželova smrt             | 30. května 1373    | Rudolf II.            |
| | Cecilie Carrarská                        | František I. da Carrara (Carrarští)                          | -                  | 23. ledna 1376                      | 23. ledna 1376                           | 15. května 1388 manželova smrt              | 1435               | Václav I.             |
| | Anna Durynská                            | Baltazar Durynský (Wettinové)                                | 1377               | před 30. listopadem 1389            | 15. května 1388 manželův nástup na trůn  | 4. července 1395                            | 4. července 1395   | Rudolf III.           |
| | Barbara Lehnická                         | Ruprecht I. Lehnický (Piastovci)                             | 1372/84            | 6. března 1396                      | 6. března 1396                           | 11. června 1419 manželova smrt              | 17. května 1435/6  | Rudolf III.           |
| | Eufemie Oelská                           | Konrád III. Starý (Piastovci)                                | 1390               | 14. ledna 1402 nebo 14. ledna 1420? | 11. června 1419 manželův nástup na trůn  | 12. listopadu 1422 manželova smrt           | 1444               | Albrecht III.         |
| Wettinové |                                          |                                                              |                    |                                     |                                          |                                             |                    |                       |
| | Kateřina Brunšvicko-Lüneburská           | Jindřich Brunšvicko-Lüneburský (Welfové)                     | 1395               | 8. února 1402                       | 6. ledna 1423 manželův nástup na trůn    | 4. ledna 1428 manželova smrt                | 28. prosince 1442  | Fridrich I.           |
| | Markéta Habsburská                       | Arnošt Habsburský (Habsburkové)                              | 1416/17            | 3. června 1431                      | 3. června 1431                           | 7. září 1464 manželova smrt                 | 12. února 1486     | Fridrich II.          |
| | Alžběta Bavorská                         | Albrecht III. Bavorský (Wittelsbachové)                      | 2. února 1443      | 19. listopadu 1460                  | 7. září 1464 manželův nástup na trůn     | 5. března 1486                              | 5. března 1486     | Arnošt                |
| | Sibyla Klevská                           | Jan III. Klevský (Klevští)                                   | 17. ledna 1512     | 9. února 1527                       | 16. srpna 1532 manželův nástup na trůn   | 24. dubna 1547 manželovo sesazení z trůnu   | 21. února 1554     | Jan Fridrich I.       |
| V roce 1464 se rod Wettinů rozdělil na albertinskou a ernestinskou linii, kurfiřtský titul držel až do roku 1547, poté přešel na albertinskou linii. |                                          |                                                              |                    |                                     |                                          |                                             |                    |                       |
| Wettinové – albertinská linie |                                          |                                                              |                    |                                     |                                          |                                             |                    |                       |
| | Anežka Hesenská                          | Filip I. Hesenský (Hesenští)                                 | 31. května 1527    | 9. ledna 1541                       | 24. dubna 1547 manželův nástup na trůn   | 9. července 1553 manželova smrt             | 4. listopadu 1555  | Mořic                 |
| | Anna Dánská                              | Kristián III. Dánský (Oldenburkové)                          | 22. listopadu 1532 | 7. října 1548                       | 9. července 1553 manželův nástup na trůn | 1. října 1585                               | 1. října 1585      | August                |
| | Anežka Hedvika Anhaltská                 | Jáchym Arnošt Anhaltský (Askánci)                            | 12. března 1573    | 3. ledna 1586                       | 3. ledna 1586                            | 11. února 1586 manželova smrt               | 3. listopadu 1616  | August                |
| | Žofie Braniborská                        | Jan Jiří Braniborský (Hohenzollernové)                       | 6. června 1568     | 25. dubna 1582                      | 11. února 1586 manželův nástup na trůn   | 25. září 1591 manželova smrt                | 7. prosince 1622   | Kristián I.           |
| | Hedvika Dánská                           | Frederik II. Dánský (Oldenburkové)                           | 5. srpna 1581      | 12. září 1602                       | 12. září 1602                            | 23. června 1611 manželova smrt              | 26. listopadu 1641 | Kristián II.          |
| | Magdalena Sibylla Pruská                 | Albrecht Fridrich Pruský (Hohenzollernové)                   | 31. prosince 1586  | 19. července 1607                   | 23. června 1611 manželův nástup na trůn  | 8. října 1656 manželova smrt                | 12. února 1659     | Jan Jiří I.           |
| | Magdaléna Sibyla Braniborsko-Bayreuthská | Kristián Braniborsko-Bayreuthský (Hohenzollernové)           | 1. listopadu 1612  | 13. listopadu 1638                  | 8. října 1656 manželův nástup na trůn    | 22. srpna 1680 manželova smrt               | 20. března 1687    | Jan Jiří II.          |
| | Anna Žofie Dánská                        | Frederik III. Dánský (Oldenburkové)                          | 1. září 1647       | 9. října 1666                       | 22. srpna 1680 manželův nástup na trůn   | 12. září 1691 manželova smrt                | 1. července 1717   | Jan Jiří III.         |
| | Eleonora Sasko-Eisenašská                | Jan Jiří I. Sasko-Eisenašský (Wettinové)                     | 13. dubna 1662     | 17. dubna 1692                      | 17. dubna 1692                           | 27. dubna 1694 manželova smrt               | 9. září 1696       | Jan Jiří IV.          |
| | Kristýna Eberhardýna Hohenzollernská     | Kristián Arnošt Braniborsko-Bayreuthský (Hohenzollernové)    | 19. prosince 1671  | 20. ledna 1693                      | 27. dubna 1694 manželův nástup na trůn   | 4. září 1727                                | 4. září 1727       | Fridrich. srpna I.    |
| | Marie Josefa Habsburská                  | Josef I. Habsburský (Habsburkové)                            | 8. prosince 1699   | 20. srpna 1719                      | 1. února 1733 manželův nástup na trůn    | 17. listopadu 1757                          | 17. listopadu 1757 | Fridrich.. srpna II.  |
| | Marie Antonie Bavorská                   | Karel VII. Bavorský (Wittelsbachové)                         | 18. července 1724  | 20. června 1747                     | 5. října 1763 manželův nástup na trůn    | 17. prosince 1763 manželova smrt            | 23. dubna 1780     | Fridrich Kristián     |
| | Amálie Zweibrückensko-Birkenfeldská      | Fridrich Michal Falcko-Zweibrückenský (Falcko-Birkenfeldský) | 10. května 1752    | 29. ledna 1769                      | 29. ledna 1769                           | 20. prosince 1806 povýšena na královnu choť | 15. listopadu 1828 | Fridrich.. srpna III. |

## Albertinské Saské vévodství

### Sasko-weissenfelské vévodkyně
| Sasko-weissenfelské vévodkyně                                                                                                  |                                                  |                                                                  |                   |                    |                                         |                                |                    |               |
| Portrét | Jméno                                            | Otec                                                             | Narození          | Sňatek             | Stala se vévodkyní                      | Přestala být vévodkyní         | Smrt               | Manžel        |
| | Anna Marie Meklenbursko-Zvěřínská                | Adolf Fridrich I. Meklenburský (Meklenbursko-Zvěřínští)          | 1. července 1627  | 23. listopadu 1647 | 22. dubna 1657 manželův nástup na trůn  | 11. prosince 1669              | 11. prosince 1669  | August        |
| | Johana Walpurgis Leiningensko-Westerburská       | Jiří Vilém Leiningensko-Westerburský (Leiningensko-Westerburští) | 3. června 1647    | 29. ledna 1672     | 29. ledna 1672                          | 4. srpna 1680 manželova smrt   | 4. listopadu 1687  | August        |
| | Johana Magdaléna Sasko-Altenburská               | Fridrich Vilém II. Sasko-Altenburský (Wettinové)                 | 14. ledna 1656    | 25. října 1671     | 4. srpna 1680 manželův nástup na trůn   | 22. ledna 1686                 | 22. ledna 1686     | Jan Adolf I.  |
| | Frederika Alžběta Sasko-Eisenašská               | Jan Jiří I. Sasko-Eisenašský (Wettinové)                         | 5. května 1669    | 7. ledna 1698      | 7. ledna 1698                           | 16. března 1712 manželova smrt | 12. listopadu 1730 | Jan Jiří      |
| | Luisa Kristýna Stolbersko-Stolbersko-Ortenberská | Kryštof Ludvík I. Stolbersko-Stolbersko-Ortenberský (Stolberští) | 21. ledna 1675    | 12. května 1712    | 12. května 1712                         | 28. června 1736 manželova smrt | 16. května 1738    | Kristián      |
| | Frederika Sasko-Gothajsko-Altenburská            | Fridrich II. Sasko-Gothajsko-Altenburský (Wettinové)             | 17. července 1715 | 27. listopadu 1734 | 28. června 1736 manželův nástup na trůn | 16. května 1746 manželova smrt | 2. května 1775     | Jan Adolf II. |
| V roce 1746 vymřela sasko-weissenfelská linie a jejich území bylo znovu začleněno do kurfiřtství.                              |                                                  |                                                                  |                   |                    |                                         |                                |                    |               |
| Sasko-weissenfelsko-barbyské vévodkyně, hraběnky z Barby                                                                       |                                                  |                                                                  |                   |                    |                                         |                                |                    |               |
| | Alžběta Albertina Anhaltsko-Desavská             | Jan Jiří II. Anhaltsko-Desavský (Askánci)                        | 1. května 1665    | 30. března 1686    | 30. března 1686                         | 5. října 1706                  | 5. října 1706      | Jindřich      |
| | Augusta Luisa Württembersko-Oelská               | Kristián Ulrich I. Württembersko-Oelský (Württemberkové)         | 21. ledna 1698    | 18. února 1721     | 16. února 1728 manželův nástup na trůn  | 1732 rozvod                    | 4. ledna 1739      | Jiří Albrecht |
| V roce 1739 vymřela sasko-weissenfelsko-barbyská linie a jejich území bylo znovu začleněno do Sasko-weissenfelského vévodství. |                                                  |                                                                  |                   |                    |                                         |                                |                    |               |
| Sasko-weissenfelsko-dahmeské vévodkyně                                                                                         |                                                  |                                                                  |                   |                    |                                         |                                |                    |               |
| | Emílie Anežka Reussová ze Schleizu               | Jindřich I. Reuss ze Schleizu (Reussko-Schleizští)               | 11. srpna 1667    | 13. února 1711     | 13. února 1711                          | 16. dubna 1715 manželova smrt  | 15. října 1729     | Fridrich      |
| V roce 1715 vymřela sasko-weissenfelsko-dahmeská linie a jejich území bylo znovu začleněno do Sasko-weissenfelského vévodství. |                                                  |                                                                  |                   |                    |                                         |                                |                    |               |

### Sasko-merseburské vévodkyně
| Sasko-merseburské vévodkyně |                                                         | |                    |                    |                                        |                                                      |                 |              |
| Portrét | Jméno                                                   | Otec                                                                                                  | Narození           | Sňatek             | Stala se vévodkyní                     | Přestala být vévodkyní                               | Smrt            | Manžel       |
| | Kristína Šlesvicko-Holštýnsko-Sonderbursko-Glücksburská | Filip Šlesvicko-Holštýnsko-Sonderbursko-Glücksburský (Šlesvicko-Holštýnsko-Sonderbursko-Glücksburští) | 22. září 1634      | 19. listopadu 1650 | 22. dubna 1657 manželův nástup na trůn | 18. října 1691 manželova smrt                        | 20. května 1701 | Kristián I.  |
| | Erdmuthe Dorotea Sasko-Zeitzská                         | Mořic Sasko-Zeitzský (Wettinové)                                                                      | 13. listopadu 1661 | 14. října 1679     | 18. října 1691 manželův nástup na trůn | 20. října 1694 manželova smrt                        | 29. dubna 1720  | Kristián II. |
| | Henrietta Šarlota Nasavsko-Idsteinská                   | Jiří. srpna Nasavsko-Idsteinský (Nasavsko-Idsteinští)                                                 | 9. listopadu 1693  | 4. listopadu 1711  | 4. listopadu 1711                      | 21. dubna 1731 manželova smrt                        | 8. dubna 1734   | Mořic Vilém  |
| | Alžběta Meklenburská                                    | Gustav Adolf Meklenburský (Mecklenbursko-Güstrowští)                                                  | 3. září 1668       | 29. března 1692    | 21. dubna 1731 manželův nástup na trůn | 28. července 1738 manželova smrt                     | 25. srpna 1738  | Jindřich     |
| V roce 1738 vymřela sasko-merseburská linie a jejich území bylo znovu začleněno do kurfiřtství.                                 |                                                         | |                    |                    |                                        |                                                      |                 |              |
| Sasko-mersebursko-zörbiské vévodkyně                                                                                            |                                                         | |                    |                    |                                        |                                                      |                 |              |
| | Hedvika Meklenburská                                    | Gustav Adolf Meklenburský (Mecklenbursko-Güstrowští)                                                  | 12. ledna 1666     | 1. prosince 1686   | 1691 manželův nástup na trůn           | 27. března 1715 manželova smrt                       | 9. srpna 1735   | August       |
| V roce 1715 vymřela sasko-mersebursko-zörbiská linie a jejich území bylo znovu začleněno do Sasko-merseburského vévodství.      |                                                         | |                    |                    |                                        |                                                      |                 |              |
| Sasko-mersebursko-lauchstädtské vévodkyně                                                                                       |                                                         | |                    |                    |                                        |                                                      |                 |              |
| | Eleonora Žofie Sasko-Výmarská                           | Jan Arnošt II. Sasko-Výmarský (Wettinové)                                                             | 22. března 1660    | 9. července 1684   | 9. července 1684                       | 4. února 1687                                        | 4. února 1687   | Filip        |
| | Luisa Alžběta Württembersko-Oelská                      | Kristián Ulrich I. Württembersko-Oelský (Württemberkové)                                              | 22. února 1673     | 17. srpna 1688     | 17. srpna 1688                         | 1. července 1690 manželova smrt                      | 28. dubna 1736  | Filip        |
| V roce 1690 vymřela sasko-mersebursko-lauchstädtská linie a jejich území bylo znovu začleněno do Sasko-merseburského vévodství. |                                                         | |                    |                    |                                        |                                                      |                 |              |
| Sasko-mersebursko-spremberské vévodkyně                                                                                         |                                                         | |                    |                    |                                        |                                                      |                 |              |
| | Alžběta Meklenburská                                    | Gustav Adolf Meklenburský (Mecklenbursko-Güstrowští)                                                  | 3. září 1668       | 29. března 1692    | 1694 manželův nástup na trůn           | 21. dubna 1731 stala se sasko-merseburskou vévodkyní | 25. srpna 1738  | Jindřich     |

### Sasko-zeitzské vévodkyně
| Sasko-zeitzské vévodkyně |                                                                        | |                    |                  |                                         |                                   |                    |                   |
| Portrét | Jméno                                                                  | Otec | Narození           | Sňatek           | Stala se vévodkyní                      | Přestala být vévodkyní            | Smrt               | Manžel            |
| | Dorotea Marie Sasko-Výmarská                                           | Vilém Sasko-Výmarský (Wettinové)                                                                             | 14. října 1641     | 3. července 1656 | 22. dubna 1657 manželův nástup na trůn  | 11. června 1675                   | 11. června 1675    | Mořic             |
| | Žofie Alžběta Šlesvicko-Holštýnsko-Sonderbursko-Wiesenburská           | Filip Ludvík Šlesvicko-Holštýnsko-Sonderbursko-Wiesenburský (Šlesvicko-Holštýnsko-Sonderbursko-Wiesenburští) | 4. května 1653     | 14. června 1676  | 14. června 1676                         | 4. prosince 1681 manželova smrt   | 19. srpna 1684     | Mořic             |
| | Marie Amálie Braniborská                                               | Fridrich Vilém I. Braniborský (Hohenzollernové)                                                              | 16. listopadu 1670 | 25. června 1689  | 25. června 1689                         | 15. listopadu 1718 manželova smrt | 17. listopadu 1739 | Mořic Vilém       |
| V roce 1718 sasko-zeitzská linie vymřela a jejich území bylo znovu začleněno do kurfiřtství.                                                                                   |                                                                        | |                    |                  |                                         |                                   |                    |                   |
| Sasko-zeitzsko-pegausko-neustadtské vévodkyně |                                                                        | |                    |                  |                                         |                                   |                    |                   |
| | Žofie Angelika Württembersko-Oelská                                    | Kristián Ulrich I. Württembersko-Oelský (Württemberkové)                                                     | 30. května 1677    | 23. dubna 1699   | po 23. dubnu 1699 manžel dostává apanáž | 11. listopadu 1700                | 11. listopadu 1700 | Fridrich Jindřich |
| | Anna Frederika Filipína Šlesvicko-Holštýnsko-Sonderbursko-Wiesenburská | Filip Ludvík Šlesvicko-Holštýnsko-Sonderbursko-Wiesenburský (Šlesvicko-Holštýnsko-Sonderbursko-Wiesenburští) | 4. července 1665   | 27. února 1702   | 27. února 1702                          | 18. prosince 1713 manželova smrt  | 25. února 1748     | Fridrich Jindřich |
| V roce 1718 sasko-zeitzsko-pegausko-neustadtská linie vymřela poté, co se vévoda Mořic Adolf Karl stal knězem a její území bylo znovu začleněno do Sasko-zeitzského vévodství. |                                                                        | |                    |                  |                                         |                                   |                    |                   |

## Ernestinské Sasko

### Sasko-výmarské vévodkyně
| Portrét | Jméno                                              | Otec                                                                               | Narození           | Sňatek            | Stala se vévodkyní                       | Přestala být vévodkyní                | Smrt              | Manžel                      |
| ------- | -------------------------------------------------- | ---------------------------------------------------------------------------------- | ------------------ | ----------------- | ---------------------------------------- | ------------------------------------- | ----------------- | --------------------------- |
|         | Dorotea Zuzana Simmernská                          | Fridrich III. Falcký (Wittelsbachové)                                              | 15. listopadu 1544 | 15. června 1560   | 1572 vznik Saska-Výmarska                | 2. března 1573 manželova smrt         | 8. dubna 1592     | Jan Vilém                   |
|         | Žofie Württemberská                                | Kryštof Württemberský (Württemberkové)                                             | 20. listopadu 1563 | 5. května 1583    | 5. května 1583                           | 21. července 1590                     | 21. července 1590 | Fridrich Vilém I.           |
|         | Anna Marie Falcko-Neuburská                        | Filip Ludvík Falcko-Neuburský (Wittelsbachové)                                     | 18. srpna 1575     | 9. září 1591      | 9. září 1591                             | 7. července 1602 manželova smrt       | 11. února 1643    | Fridrich Vilém I.           |
|         | Dorotea Marie Anhaltská                            | Jáchym Arnošt Anhaltský (1536–1586) (Askánci)                                      | 2. července 1574   | 7. ledna 1593     | 7. července 1602 manželův nástup na trůn | 18. července 1605 manželova smrt      | 18. července 1617 | Jan                         |
|         | Eleonora Dorotea Anhaltsko-Desavská                | Jan Jiří I. Anhaltsko-Desavský (Askánci)                                           | 16. února 1602     | 23. května 1625   | 23. května 1625                          | 17. května 1662 manželova smrt        | 26. prosince 1664 | Vilém                       |
|         | Kristina Alžběta Šlesvicko-Holštýnsko-Sonderburská | Jan Kristián Šlesvicko-Holštýnsko-Sonderburský (Šlesvicko-Holštýnsko-Sonderburští) | 23. června 1638    | 14. srpna 1656    | 17. května 1662 manželův nástup na trůn  | 7. června 1679                        | 7. června 1679    | Jan Arnošt II.              |
|         | Šarlota Marie Sasko-Jenská                         | Bernhard II. Sasko-Jenský (Sasko-Jenští)                                           | 20. prosince 1669  | 2. listopadu 1683 | 2. listopadu 1683                        | 23. srpna 1690 rozvod                 | 6. ledna 1703     | Vilém Arnošt spoluvévoda    |
|         | Žofie Augusta Anhaltsko-Zerbstská                  | Jan VI. Anhaltsko-Zerbstký (Askánci)                                               | 9. března 1663     | 11. října 1685    | 11. října 1685                           | 14. září 1694                         | 14. září 1694     | Jan Arnošt III. spoluvévoda |
|         | Šarlota Hesensko-Homburská                         | Fridrich II. Hesensko-Homburský (Hesensko-Homburští)                               | 17. června 1672    | 4. listopadu 1694 | 4. listopadu 1694                        | 10. května 1707 manželova smrt        | 29. srpna 1738    | Jan Arnošt III. spoluvévoda |
|         | Eleonora Vilemína Anhaltsko-Köthenská              | Emanuel Lebrecht Anhaltsko-Köthenský (Askánci)                                     | 29. listopadu 1694 | 24. ledna 1716    | 24. ledna 1716                           | 29. září 1728                         | 29. září 1728     | Arnošt August I.            |
|         | Žofie Šarlota Braniborsko-Bayreuthská              | Jiří Fridrich Karel Braniborsko-Bayreuthský (Hohenzollernové)                      | 27. července 1713  | 7. dubna 1734     | 7. dubna 1734                            | 2. března 1747                        | 2. března 1747    | Arnošt August I.            |
|         | Anna Amálie Brunšvicko-Wolfenbüttelská             | Karel I. Brunšvicko-Wolfenbüttelský (Brunšvicko-Bevernští)                         | 24. října 1739     | 16. března 1756   | 16. března 1756                          | 28. května 1758 manželova smrt        | 10. dubna 1807    | Arnošt August II.           |
|         | Luisa Hesensko-Darmstadtská                        | Ludvík IX. Hesensko-Darmstadtský (Hesensko-Darmstadtští)                           | 30. ledna 1757     | 3. října 1775     | 3. října 1775                            | 1809 Výmarsko a Eisenašsko se spojily | 14. února 1830    | Karel August                |

### Sasko-kobursko-eisenašské vévodkyně
| Portrét | Jméno                            | Otec                                       | Narození           | Sňatek             | Stala se vévodkyní | Přestala být vévodkyní   | Smrt           | Manžel      |
| ------- | -------------------------------- | ------------------------------------------ | ------------------ | ------------------ | ------------------ | ------------------------ | -------------- | ----------- |
|         | Alžběta Mansfeldsko-Hinterortská | Jan Mansfeldsko-Hinterortský (Mansfeldové) | 1565               | 23. listopadu 1591 | 23. listopadu 1591 | 12. dubna 1596           | 12. dubna 1596 | Jan Arnošt  |
|         | Anna Saská                       | August Saský (Wettinové)                   | 16. listopadu 1567 | 16. ledna 1586     | 16. ledna 1586     | 12. prosince 1593 rozvod | 27. ledna 1613 | Jan Kazimír |

### Sasko-koburské vévodkyně
| První vytvoření |                                          |                                                   |                |                   |                                           |                                  |                |             |
| Portrét         | Jméno                                    | Otec                                              | Narození       | Sňatek            | Stala se vévodkyní                        | Přestala být vévodkyní           | Smrt           | Manžel      |
|                 | Markéta Brunšvicko-Lüneburská            | Vilém Brunšvicko-Lüneburský (Welfové)             | 6. dubna 1573  | 16. září 1599     | 16. září 1599                             | 16. července 1633 manželova smrt | 7. srpna 1643  | Jan Kazimír |
|                 | Kristina Hesensko-Kasselská              | Vilém IV. Hesensko-Kasselský (Hesensko-Kasselští) | 19. října 1578 | 14. května 1598   | 16. července 1633 manželův nástup na trůn | 23. října 1638 manželova smrt    | 19. srpna 1658 | Jan Arnošt  |
| Druhé vytvoření |                                          |                                                   |                |                   |                                           |                                  |                |             |
|                 | Marie Alžběta Brunšvicko-Wolfenbüttelská | August Brunšvicko-Wolfenbüttelský (Welfové)       | 7. ledna 1638  | 18. července 1676 | 1680 manželův nástup na trůn              | 15. února 1687                   | 15. února 1687 | Albrecht V. |

### Sasko-eisenašské vévodkyně
| První vytvoření |                                                                            |                                                                                               |                    |                   |                                               |                                       |                     |                   |
| Portrét         | Jméno                                                                      | Otec                                                                                          | Narození           | Sňatek            | Stala se vévodkyní                            | Přestala být vévodkyní                | Smrt                | Manžel            |
|                 | Kristina Hesensko-Kasselská                                                | Vilém IV. Hesensko-Kasselský (Hesensko-Kasselští)                                             | 19 . října 1578    | 14. května 1598   | 14. května 1598                               | 23 . října 1638 manželova smrt        | 19. srpna 1658      | Jan Arnošt        |
| Druhé vytvoření |                                                                            |                                                                                               |                    |                   |                                               |                                       |                     |                   |
|                 | Dorotea Sasko-Altenburská                                                  | Fridrich Vilém I. Sasko-Výmarský (Wettinové)                                                  | 26. června 1601    | 24. června 1633   | 1640 Sasko-Eisenašsko se oddělilo od Výmarska | 20 . prosince 1644 manželova smrt     | 10. dubna 1675      | Albrecht IV.      |
| Třetí vytvoření |                                                                            |                                                                                               |                    |                   |                                               |                                       |                     |                   |
|                 | Marie Alžběta Brunšvicko-Wolfenbüttelská                                   | August Brunšvicko-Wolfenbüttelský (Welfové)                                                   | 7. ledna 1638      | 18. ledna 1663    | 18. ledna 1663                                | 22 . listopadu 1668 manželova smrt    | 15. února 1687      | Adolf Vilém       |
|                 | Johaneta Saynsko-Altenkirchenská                                           | Arnošt Saynsko-Wittgensteinský (Sayn-Wittgensteinové)                                         | 27. srpna 1632     | 29. května 1661   | 23. února 1671 manželův nástup na trůn        | 19. září 1686 manželova smrt          | 28. září 1701       | Jan Jiří I.       |
|                 | Žofie Šarlota Württemberská                                                | Eberhard III. Württemberský (Württemberkové)                                                  | 22. února 1671     | 20. září 1688     | 20. září 1688                                 | 10 . listopadu 1698 manželova smrt    | 11. září 1717       | Jan Jiří II.      |
|                 | Kristýna Juliána Bádensko-Durlašská                                        | Karel Gustav Bádensko-Durlašský (Zähringové)                                                  | 12. září 1678      | 27. února 1697    | 10 . listopadu 1698 manželův nástup na trůn   | 10. července 1707                     | 10. července 1707   | Jan Vilém III.    |
|                 | Magdalena Sibyla Sasko-Weissenfelská                                       | Jan Adolf I. Sasko-Weissenfelský (Wettinové)                                                  | 3. září 1673       | 28. července 1708 | 28. července 1708                             | 28 . listopadu 1726                   | 28 . listopadu 1726 | Jan Vilém III.    |
|                 | Marie Kristina Felicita Leiningensko-Dagsbursko-Falkenbursko-Heidesheimská | Jan Karel August Leiningensko-Dagsburský (Leiningensko-Dagsbursko-Falkenbursko-Heidesheimští) | 29 . prosince 1692 | 29. května 1727   | 29. května 1727                               | 14. ledna 1729 manželova smrt         | 3. června 1734      | Jan Vilém III.    |
|                 | Anna Žofie Šarlota Braniborsko-Schwedtská                                  | Albrecht Fridrich Braniborsko-Schwedtský (Hohenzollernové)                                    | 24 . prosince 1706 | 3. června 1723    | 14. ledna 1729 manželův nástup na trůn        | 26. července 1741 manželova smrt      | 3. ledna 1751       | Vilém Jindřich    |
|                 | Žofie Šarlota Braniborsko-Bayreuthská                                      | Jiří Fridrich Karel Braniborsko-Bayreuthská (Hohenzollernové)                                 | 27. července 1713  | 7. dubna 1734     | 26. července 1741 manželův nástup na trůn     | 2. března 1747                        | 2. března 1747      | Arnošt August I.  |
|                 | Anna Amálie Brunšvicko-Wolfenbüttelská                                     | Karel I. Brunšvicko-Wolfenbüttelský (Brunšvicko-Bevernští)                                    | 24 . října 1739    | 16. března 1756   | 16. března 1756                               | 28. května 1758 manželova smrt        | 10. dubna 1807      | Arnošt August II. |
|                 | Luisa Hesensko-Darmstadtská                                                | Ludvík IX. Hesensko-Darmstadtský (Hesensko-Darmstadtští)                                      | 30. ledna 1757     | 3 . října 1775    | 3 . října 1775                                | 1809 Výmarsko a Eisenašsko se spojily | 14. února 1830      | Karel August      |

### Sasko-altenburské vévodkyně
| První vytvoření |                                    |                                                                 |                   |                 |                                             |                                          |                     |                    |
| Portrét         | Jméno                              | Otec                                                            | Narození          | Sňatek          | Stala se vévodkyní                          | Přestala být vévodkyní                   | Smrt                | Manžel             |
|                 | Alžběta Brunšvicko-Wolfenbüttelská | Jindřich Julius Brunšvicko-Lüneburský (Welfové)                 | 23. června 1593   | 25 . října 1618 | 25 . října 1618                             | 1. dubna 1639 manželova smrt             | 25. března 1650     | Jan Filip          |
|                 | Žofie Alžběta Braniborská          | Kristián Vilém Braniborský (Hohenzollernové)                    | 1. února 1616     | 18 . září 1638  | 1. dubna 1639 manželův nástup na trůn       | 16. března 1650                          | 16. března 1650     | Fridrich Vilém II. |
|                 | Magdalena Sibyla Saská             | Jan Jiří I. Saský (Wettinové)                                   | 23. prosince 1617 | 11 . října 1652 | 11 . října 1652                             | 6. ledna 1668                            | 6. ledna 1668       | Fridrich Vilém II. |
|                 | Alžběta Žofie Sasko-Altenburská    | Jan Filip Sasko-Altenburský (Sasko-Altenburští)                 | 10 . října 1619   | 24 . října 1636 | 14. dubna 1672 manželův nástup na trůn      | 26. března 1675 manželova smrt           | 20. prosince 1680   | Arnošt I.          |
| Druhé vytvoření |                                    |                                                                 |                   |                 |                                             |                                          |                     |                    |
|                 | Amálie Württemberská               | Ludvík Württemberský (Württemberkové)                           | 28. června 1799   | 24. dubna 1817  | 29 . září 1834 manželův nástup na trůn      | 28 . listopadu 1848                      | 28 . listopadu 1848 | Josef              |
|                 | Marie Luisa Meklenbursko-Zvěřínská | Fridrich Ludvík Meklenbursko-Zvěřínský (Meklenbursko-Zvěřínští) | 31. března 1803   | 7 . října 1825  | 30 . listopadu 1848 manželův nástup na trůn | 3. srpna 1853 manželova smrt             | 26 . října 1862     | Jiří               |
|                 | Anežka Anhaltsko-Desavská          | Leopold IV. Anhaltský (Askánci)                                 | 24. června 1824   | 28. dubna 1853  | 3. srpna 1853 manželův nástup na trůn       | 23 . října 1897                          | 23 . října 1897     | Arnošt I.          |
|                 | Adelaida ze Schaumburg-Lippe       | Vilém ze Schaumburg-Lippe (Schaumbursko-Lippští)                | 22 . září 1875    | 27. února 1898  | 7. února 1908 manželův nástup na trůn       | 13 . listopadu 1918 listopadová revoluce | 27. ledna 1971      | Arnošt II.         |

### Sasko-gothajské vévodkyně
| Portrét | Jméno                           | Otec                                            | Narození       | Sňatek         | Stala se vévodkyní           | Přestala být vévodkyní         | Smrt              | Manžel    |
| ------- | ------------------------------- | ----------------------------------------------- | -------------- | -------------- | ---------------------------- | ------------------------------ | ----------------- | --------- |
|         | Alžběta Žofie Sasko-Altenburská | Jan Filip Sasko-Altenburský (Sasko-Altenburští) | 10. října 1619 | 24. října 1636 | 1640 manželův nástup na trůn | 26. března 1675 manželova smrt | 20. prosince 1680 | Arnošt I. |

### Sasko-gothajsko-altenburské vévodkyně
| Sasko-gothajské a altenburské vévodkyně |                                       |                                                          |                   |                    |                                                        |                                |                   |               |
| Portrét                                 | Jméno                                 | Otec                                                     | Narození          | Sňatek             | Stala se vévodkyní                                     | Přestala být vévodkyní         | Smrt              | Manžel        |
|                                         | Alžběta Žofie Sasko-Altenburská       | Jan Filip Sasko-Altenburský (Sasko-Altenburští)          | 10. října 1619    | 24. října 1636     | 14. dubna 1672 personální unie Altenburska a Gothajska | 26. března 1675 manželova smrt | 20. prosince 1680 | Arnošt I.     |
| Sasko-gothajsko-altenburské vévodkyně   |                                       |                                                          |                   |                    |                                                        |                                |                   |               |
|                                         | Magdaléna Sibyla Sasko-Weissenfelská  | August Sasko-Weissenfelský (Sasko-Weissenfelsští)        | 2. září 1648      | 14. listopadu 1669 | 26. března 1675 manželův nástup na trůn                | 7. ledna 1681                  | 7. ledna 1681     | Fridrich I.   |
|                                         | Kristina Bádensko-Durlašská           | Fridrich VI. Bádensko-Durlašský (Zähringenové)           | 22. dubna 1645    | 14. srpna 1681     | 14. srpna 1681                                         | 2. srpna 1691 manželova smrt   | 21. prosince 1705 | Fridrich I.   |
|                                         | Magdalena Augusta Anhaltsko-Zerbstská | Karel Anhaltsko-Zerbstský (Askánci)                      | 13. říjnu 1679    | 7. června 1696     | 7. června 1696                                         | 23. března 1732 manželova smrt | 11. říjnu 1740    | Fridrich II.  |
|                                         | Luisa Dorotea Sasko-Meiningenská      | Arnošt Ludvík I. Sasko-Meiningenský (Sasko-Meiningenští) | 10. srpna 1710    | 17. září 1729      | 23. března 1732 manželův nástup na trůn                | 22. říjnu 1767                 | 22. říjnu 1767    | Fridrich III. |
|                                         | Šarlota Sasko-Meiningenská            | Antonín Ulrich Sasko-Meiningenský (Sasko-Meiningenští)   | 11. září 1751     | 21. března 1769    | 10. března 1772 manželův nástup na trůn                | 20. dubna 1804 manželova smrt  | 25. dubna 1827    | Arnošt II.    |
|                                         | Karolína Amálie Hesensko-Kasselská    | Vilém I. Hesenský (Hesensko-Kasselští)                   | 11. července 1771 | 24. dubna 1802     | 20. dubna 1804 manželův nástup na trůn                 | 27. května 1822 manželova smrt | 22. února 1848    | Augustus      |

### Sasko-marksuhlské vévodkyně
| Portrét | Jméno                            | Otec                                                  | Narození       | Sňatek          | Stala se vévodkyní                      | Přestala být vévodkyní                     | Smrt          | Manžel      |
| ------- | -------------------------------- | ----------------------------------------------------- | -------------- | --------------- | --------------------------------------- | ------------------------------------------ | ------------- | ----------- |
|         | Johaneta Saynsko-Wittgensteinská | Arnošt Saynsko-Wittgensteinský (Sayn-Wittgensteinové) | 27. srpna 1632 | 29. května 1661 | 17. května 1662 manželův nástup na trůn | 23. února 1671 unie Marksuhlu a Eisenašska | 28. září 1701 | Jan Jiří I. |

### Sasko-jenské vévodkyně
| Portrét | Jméno                         | Otec                                              | Narození       | Sňatek            | Stala se vévodkyní           | Přestala být vévodkyní        | Smrt           | Manžel       |
| ------- | ----------------------------- | ------------------------------------------------- | -------------- | ----------------- | ---------------------------- | ----------------------------- | -------------- | ------------ |
|         | Marie Šarlota de La Trémoille | Jindřich de La Trémoille z Thouars (La Trémoille) | 26. ledna 1632 | 18. července 1662 | 1672 manželův nástup na trůn | 3. května 1678 manželova smrt | 24 August 1682 | Bernhard II. |

### Sasko-eisenberské vévodkyně
| Portrét | Jméno                             | Otec                                                     | Narození       | Sňatek         | Stala se vévodkyní | Přestala být vévodkyní        | Smrt            | Manžel   |
| ------- | --------------------------------- | -------------------------------------------------------- | -------------- | -------------- | ------------------ | ----------------------------- | --------------- | -------- |
|         | Kristiána Sasko-Merseburská       | Kristián I. Sasko-Merseburský (Wettinové)                | 1. června 1659 | 13. února 1677 | 13. února 1677     | 13. března 1679               | 13. března 1679 | Kristián |
|         | Žofie Marie Hesensko-Darmstadtská | Ludvík VI. Hesensko-Darmstadtský (Hesensko-Darmstadtští) | 7. května 1661 | 9. února 1681  | 9. února 1681      | 28. dubna 1707 manželova smrt | 22. srpna 1712  | Kristián |

### Sasko-hildburghausenské vévodkyně
| Portrét | Jméno                                           | Otec                                                        | Narození           | Sňatek             | Stala se vévodkyní                     | Přestala být vévodkyní        | Smrt            | Manžel               |
| ------- | ----------------------------------------------- | ----------------------------------------------------------- | ------------------ | ------------------ | -------------------------------------- | ----------------------------- | --------------- | -------------------- |
|         | Žofie Henrieta Waldecká                         | Jiří Fridrich Waldecký (Waldečtí)                           | 3. srpna 1662      | 30. listopadu 1680 | 30. listopadu 1680                     | 15. října 1702                | 15. října 1702  | Arnošt               |
|         | Žofie Albertina z Erbachu                       | Jiří Ludvík I. z Erbachu-Erbachu (Erbach-Erbach)            | 30. července 1683  | 4. února 1704      | 17. října 1715 manželův nástup na trůn | 9. března 1724 manželova smrt | 4. září 1742    | Arnošt Fridrich I.   |
|         | Karolína Erbašsko-Fürstenauská                  | Filip Karel z Erbach-Fürstenau (Erbach-Fürstenau)           | 29. září 1700      | 19. června 1726    | 19. června 1726                        | 13. srpna 1745 manželova smrt | 7. května 1758  | Arnošt Fridrich II.  |
|         | Luisa Dánská                                    | Kristián VI. (Oldenburkové)                                 | 19. října 1726     | 1. října 1749      | 1. října 1749                          | 8. srpna 1756                 | 8. srpna 1756   | Arnošt Fridrich III. |
|         | Kristiána Žofie Šarlota Braniborsko-Bayreuthská | Fridrich Kristián Braniborsko-Bayreuthský (Hohenzollernové) | 15. října 1733     | 20. ledna 1757     | 20. ledna 1757                         | 8. října 1757                 | 8. října 1757   | Arnošt Fridrich III. |
|         | Ernestina Sasko-Výmarská                        | Arnošt August I. Sasko-Výmarsko-Eisenašský (Sasko-Výmarští) | 4. ledna 1740      | 1. července 1758   | 1. července 1758                       | 23. září 1780 manželova smrt  | 10. června 1786 | Arnošt Fridrich III. |
|         | Šarlota Georgina Meklenbursko-Střelická         | Karel II. Meklenbursko-Střelický (Meklenbursko-Střeličtí)   | 17. listopadu 1769 | 3. září 1785       | 3. září 1785                           | 14. května 1818               | 14. května 1818 | Fridrich             |

### Sasko-römhildské vévodkyně
| Portrét | Jméno                               | Otec                                                     | Narození        | Sňatek         | Stala se vévodkyní | Přestala být vévodkyní         | Smrt           | Manžel   |
| ------- | ----------------------------------- | -------------------------------------------------------- | --------------- | -------------- | ------------------ | ------------------------------ | -------------- | -------- |
|         | Marie Alžběta Hesensko-Darmstadtská | Ludvík VI. Hesensko-Darmstadtský (Hesensko-Darmstadtští) | 11. března 1656 | 1. března 1676 | 1. března 1676     | 13. května 1710 manželova smrt | 16. srpna 1715 | Jindřich |

### Sasko-saalfeldské vévodkyně
| Portrét | Jméno                                | Otec                                              | Narození          | Sňatek           | Stala se vévodkyní | Přestala být vévodkyní | Smrt          | Manžel         |
| ------- | ------------------------------------ | ------------------------------------------------- | ----------------- | ---------------- | ------------------ | ---------------------- | ------------- | -------------- |
|         | Žofie Hedvika Sasko-Merseburská      | Kristián I. Sasko-Merseburský (Sasko-Merseburští) | 4. srpna 1660     | 18. února 1680   | 18. února 1680     | 2. srpna 1686          | 2. srpna 1686 | Jan Arnošt IV. |
|         | Šarlota Johana Waldecko-Wildungenská | Josiáš II. Waldecko-Wildungenský (Waldečtí)       | 13. prosince 1664 | 2. prosince 1690 | 2. prosince 1690   | 1. února 1699          | 1. února 1699 | Jan Arnošt IV. |

### Sasko-meiningenské vévodkyně
| Portrét | Jméno                                       | Otec                                                                  | Narození           | Sňatek             | Stala se vévodkyní                      | Přestala být vévodkyní                | Smrt               | Manžel           |
| ------- | ------------------------------------------- | --------------------------------------------------------------------- | ------------------ | ------------------ | --------------------------------------- | ------------------------------------- | ------------------ | ---------------- |
|         | Marie Hedvika Hesensko-Darmstadtská         | Jiří II. Hesensko-Darmstadtský (Hesensko-Darmstadtští)                | 26. listopadu 1647 | 20. listopadu 1671 | 26. března 1675 manželův nástup na trůn | 19. dubna 1680                        | 19. dubna 1680     | Bernhard I.      |
|         | Alžběta Eleonora Brunšvicko-Wolfenbüttelská | Antonín Ulrich Brunšvicko-Wolfenbüttelský (Welfové)                   | 30. září 1658      | 25. ledna 1681     | 25. ledna 1681                          | 27. dubna 1706 manželova smrt         | 15. března 1729    | Bernhard I.      |
|         | Dorotea Marie Sasko-Gothajsko-Altenburská   | Fridrich I. Sasko-Gothajsko-Altenburský (Sasko-Gothajsko-Altenburští) | 22. ledna 1674     | 19. září 1704      | 27. dubna 1706 manželův nástup na trůn  | 18. dubna 1713                        | 18. dubna 1713     | Arnošt Ludvík I. |
|         | Alžběta Žofie Braniborská                   | Fridrich Vilém I. Braniborský (Hohenzollernové)                       | 5. dubna 1674      | 3. června 1714     | 3. června 1714                          | 24. listopadu 1724 manželova smrt     | 22. listopadu 1748 | Arnošt Ludvík I. |
|         | Šarlota Amálie Hesensko-Philippsthalská     | Karel I. Hesensko-Philippsthalský (Hesensko-Philippsthalští)          | 11. srpna 1730     | 26. září 1750      | 26. září 1750                           | 27. ledna 1763 manželova smrt         | 7. září 1801       | Antonín Ulrich   |
|         | Luisa ze Stolberg-Gedernu                   | Kristián Karel Stolbersko-Gedernský (Stolbersko-Gedernští)            | 13. října 1764     | 5. června 1780     | 5. června 1780                          | 21. července 1782 manželova smrt      | 24. května 1834    | Karel Vilém      |
|         | Luisa Eleonora z Hohenlohe-Langenburgu      | Kristián Albrecht z Hohenlohe-Langenburgu (Hohenlohe-Langenburg)      | 11. srpna 1763     | 27. listopadu 1782 | 27. listopadu 1782                      | 24. prosince 1803 manželova smrt      | 30. dubna 1837     | Jiří I.          |
|         | Marie Frederika Hesensko-Kasselská          | Vilém II. Hesenský (Hesensko-Kasselští)                               | 6. září 1804       | 23. března 1825    | 23. března 1825                         | 20. září 1866 manželova abdikace      | 4. ledna 1888      | Bernhard II.     |
|         | Feodora z Hohenlohe-Langenburgu             | Arnošt I. z Hohenlohe-Langenburgu (Hohenlohe-Langenburg)              | 7. července 1839   | 23. října 1858     | 20. září 1866 manželův nástup na trůn   | 30. března 1872                       | 30. března 1872    | Jiří II.         |
|         | Šarlota Pruská                              | Fridrich III. Pruský (Hohenzollernové)                                | 24. července 1860  | 18. února 1878     | 25. června 1914 manželův nástup na trůn | 10. listopadu 1918 manželova abdikace | 1. října 1919      | Bernard III.     |

### Sasko-kobursko-saalfeldské vévodkyně
| Portrét | Jméno                                    | Otec                                                                         | Narození          | Sňatek            | Stala se vévodkyní                    | Přestala být vévodkyní          | Smrt               | Manžel           |
| ------- | ---------------------------------------- | ---------------------------------------------------------------------------- | ----------------- | ----------------- | ------------------------------------- | ------------------------------- | ------------------ | ---------------- |
|         | Anna Žofie Schwarzbursko-Rudolstadtská   | Ludvík Fridrich I. Schwarzbursko-Rudolstadtský (Schwarzbursko-Rudolstadtští) | 9. září 1700      | 2. ledna 1723     | 4. září 1745 manželův nástup na trůn  | 16. září 1764 manželova smrt    | 11. prosince 1780  | František Josias |
|         | Žofie Antonie Brunšvicko-Wolfenbüttelská | Ferdinand Albrecht II. Brunšvicko-Wolfenbüttelský (Brunšvicko-Bevernští)     | 3. ledna 1724     | 23. dubna 1749    | 16. září 1764 manželův nástup na trůn | 8. září 1800 manželova smrt     | 17. března 1802    | Arnošt Fridrich  |
|         | Augusta Reuss z Ebersdorfu               | Jindřich XXIV. Reuss Ebersdorf (Reuss-Ebersdorf)                             | 19. ledna 1757    | 13. června 1777   | 8. září 1800 manželův nástup na trůn  | 9. prosince 1806 manželova smrt | 16. listopadu 1831 | František        |
|         | Luisa Sasko-Gothajsko-Altenburská        | Augustus Sasko-Gothajsko-Altenburský (Sasko-Gothajsko-Altenburští)           | 21. prosince 1800 | 31. července 1817 | 31. července 1817                     | 31. března 1826 rozvod          | 16. listopadu 1831 | Arnošt III.      |

### Sasko-kobursko-gothajské vévodkyně
| Portrét | Jméno                                | Otec                                                                                     | Narození          | Sňatek            | Stala se vévodkyní                     | Přestala být vévodkyní                  | Smrt              | Manžel       |
| ------- | ------------------------------------ | ---------------------------------------------------------------------------------------- | ----------------- | ----------------- | -------------------------------------- | --------------------------------------- | ----------------- | ------------ |
|         | Marie Württemberská                  | Alexandr Württemberský (Württemberkové)                                                  | 17. září 1799     | 23. prosince 1832 | 23. prosince 1832                      | 29. ledna 1844 manželova smrt           | 24. září 1860     | Arnošt I.    |
|         | Alexandrina Bádenská                 | Leopold I. Bádenský (Zähringenové)                                                       | 6. prosince 1820  | 13. května 1842   | 29. ledna 1844 manželův nástup na trůn | 22. srpna 1893 manželova smrt           | 20. prosince 1904 | Arnošt II.   |
|         | Marie Alexandrovna Romanovová        | Alexandr II. Nikolajevič (Holstein-Gottorp-Romanov)                                      | 17. října 1853    | 23. ledna 1874    | 22. srpna 1893 manželův nástup na trůn | 30. července 1900 manželova smrt        | 24. října 1920    | Alfréd       |
|         | Viktorie Adléta Šlesvicko-Holštýnská | Fridrich Ferdinand Šlesvicko-Holštýnský (Šlesvicko-Holštýnsko-Sonderbursko-Glücksburští) | 31. prosince 1885 | 11. října 1905    | 11. října 1905                         | 14. listopadu 1918 listopadová revoluce | 3. října 1970     | Karel Eduard |

### Sasko-výmarsko-eisenašské vévodkyně
| Portrét | Jméno                       | Otec                                                     | Narození       | Sňatek        | Stala se vévodkyní                    | Přestala být vévodkyní            | Smrt           | Manžel       |
| ------- | --------------------------- | -------------------------------------------------------- | -------------- | ------------- | ------------------------------------- | --------------------------------- | -------------- | ------------ |
|         | Luisa Hesensko-Darmstadtská | Ludvík IX. Hesensko-Darmstadtský (Hesensko-Darmstadtští) | 30. ledna 1757 | 3. října 1775 | 1809 Výmarsko a Eisenašsko se spojily | 21. dubna 1815 stala se vévodkyní | 14. února 1830 | Karel August |

### Sasko-výmarsko-eisenašské velkovévodkyně
| Portrét | Jméno                       | Otec                                                     | Narození          | Sňatek         | Stala se velkovévodkyní                  | Přestala být velkovévodkyní              | Smrt            | Manžel         |
| ------- | --------------------------- | -------------------------------------------------------- | ----------------- | -------------- | ---------------------------------------- | ---------------------------------------- | --------------- | -------------- |
|         | Luisa Hesensko-Darmstadtská | Ludvík IX. Hesensko-Darmstadtský (Hesensko-Darmstadtští) | 30. ledna 1757    | 3. října 1775  | 1815 povýšena na velkovévodkyni          | 14. června 1828 manželova smrt           | 14. února 1830  | Karel August   |
|         | Marie Pavlovna Ruská        | Pavel I. Ruský (Holstein-Gottorp-Romanov)                | 16. února 1786    | 3. srpna 1804  | 14. června 1828 manželův nástup na trůn  | 8. července 1853 manželova smrt          | 23. června 1859 | Karel Fridrich |
|         | Žofie Oranžsko-Nasavská     | Vilém II. Nizozemský (Oranžsko-Nasavští)                 | 8. dubna 1824     | 8. října 1842  | 8. července 1853 manželův nástup na trůn | 23. března 1897                          | 23. března 1897 | Karel Alexandr |
|         | Karolína Reuss-Greiz        | Jindřich XXII. Reuss z Greizu (Reuss-Greiz)              | 13. července 1884 | 30. dubna 1903 | 30. dubna 1903                           | 17. ledna 1905                           | 17. ledna 1905  | Vilém Arnošt   |
|         | Feodora Sasko-Meiningenská  | Fridrich Sasko-Meiningenský (Sasko-Meiningenští)         | 29. května 1890   | 21. ledna 1910 | 21. ledna 1910                           | 9. listopadu 1918 velkovévodství zrušeno | 12. března 1972 | Vilém Arnošt   |

## Saské království

### Saské královny
| Portrét | Jméno                                     | Otec                                                         | Narození           | Sňatek             | Stala se královnou                          | Přestala být královnou         | Smrt               | Manžel              |
| ------- | ----------------------------------------- | ------------------------------------------------------------ | ------------------ | ------------------ | ------------------------------------------- | ------------------------------ | ------------------ | ------------------- |
|         | Amálie Zweibrückensko-Birkenfeldská       | Fridrich Michal Falcko-Zweibrückenský (Falcko-Birkenfeldští) | 10. května 1752    | 29. ledna 1769     | 20. prosince 1806 povýšena na královnu choť | 5. května 1827 manželova smrt  | 15. listopadu 1828 | Fridrich August I.  |
|         | Marie Terezie Josefa Habsbursko-Lotrinská | Leopold II. (Habsbursko-Lotrinští)                           | 30. ledna 1757     | 8. října 1787      | 5. května 1827 manželův nástup na trůn      | 7. listopadu 1827              | 7. listopadu 1827  | Antonín             |
|         | Marie Anna Bavorská                       | Maxmilián I. Josef Bavorský (Wittelsbachové)                 | 27. ledna 1805     | 24. dubna 1833     | 6. června 1836 manželův nástup na trůn      | 9. srpna 1854 manželova smrt   | 13. září 1877      | Fridrich August II. |
|         | Amálie Augusta Bavorská                   | Maxmilián I. Josef Bavorský (Wittelsbachové)                 | 13. listopadu 1801 | 22. listopadu 1822 | 9. srpna 1854 manželův nástup na trůn       | 29. října 1873 manželova smrt  | 8. listopadu 1877  | Jan                 |
|         | Karola Vasa-Holstein-Gottorpská           | Gustav Gustavsson Vasa (Holštýnsko-Gottorpští)               | 5. srpna 1833      | 18. června 1853    | 29. října 1873 manželův nástup na trůn      | 19. června 1902 manželova smrt | 15. prosince 1907  | Albert              |